# Матч СРСР — США з легкої атлетики в приміщенні 1972
Матч СРСР — США з легкої атлетики в приміщенні 1972 був проведений 17 березня у Ричмонді та став першим в історії матчевим протистоянням американських та радянських легкоатлетів у приміщенні на додачу до матчів просто неба, які почали проводитись із 1958.
Змагання проходили під дахом «Ричмонд Колізеума» на круговому дерев'яному треку довжиною 160 ярдів (~146 метрів), крім змагань чоловіків у метанні ваги, які були проведені на метальному секторі просто неба.

## Результати

### Чоловіки
| Місце | Атлет              | Результат |
| ----- | ------------------ | --------- |
| 1     | Мел Пендер         | 6,1       |
| 2     | Олександр Корнелюк | 6,1       |
| 3     | Юрій Кошкарев      | 6,2       |
|       | Джеральд Тінкер    | DQ        |

| Місце | Атлет               | Результат |
| ----- | ------------------- | --------- |
| 1     | Лі Еванс            | 1.10,8    |
| 2     | Семен Кочер         | 1.10,9    |
| 3     | Олександр Братчиков | 1.11,0    |
| 4     | Клайд Мак-Ферсон    | 1.13,5    |

| Місце | Атлет                | Результат |
| ----- | -------------------- | --------- |
| 1     | Іван Іванов          | 2.09,6    |
| 2     | Юріс Лузиньш         | 2.10,1    |
| 3     | Рон Нерінг           | 2.10,7    |
| 4     | Станіслав Мещерських | 2.11,2    |

| Місце | Атлет                | Результат |
| ----- | -------------------- | --------- |
| 1     | Михайло Желобовський | 4.02,9    |
| 2     | Грег Карлберг        | 4.05,4    |
| 3     | Віктор Семяшкін      | 4.06,1    |
| 4     | Брюс Фішер           | 4.07,7    |

| Місце | Команда          | Результат |
| ----- | ---------------- | --------- |
| 1     | Леонард Гілтон   | 13.28,2   |
| 2     | Дон Кардонг      | 13.29,2   |
| 3     | Володимир Афонін | 13.32,0   |
| 4     | Юріс Грустиньш   | 14.01,2   |

| Місце | Команда             | Результат |
| ----- | ------------------- | --------- |
| 1     | Род Мілберн         | 7,0       |
| 2     | Віллі Девенпорт     | 7,0       |
| 3     | Олександр Синицин   | 7,2       |
| 4     | Анатолій Мошіашвілі | 7,2       |

| Місце | Команда                                                                                               | Результат |
| ----- | --- | --------- |
| 1     | СШАДжон Ловетт (1.53,4) Кен Спаркс (1.51,5) Морган Моссер (1.52,0) Марсел Філіпп (1.53,9)             | 7.30,8    |
| 2     | СРСРЮрій Гулеватих (1.53,7) Олексій Таранов (1.54,1) Валентин Таратинов (1.55,8) Іван Іванов (2.01,2) | 7.44,8    |

| Місце | Команда              | Результат |
| ----- | -------------------- | --------- |
| 1     | Микола Смага         | 20.08,0   |
| 2     | Володимир Голубничий | 20.11,2   |
| 3     | Дейв Романські       | 20.12,8   |
| 4     | Рон Лейрд            | 20.59,8   |

| Місце | Команда           | Результат |
| ----- | ----------------- | --------- |
| 1     | Кестутіс Шапка    | 2,23      |
| 2     | Джин Вайт         | 2,20      |
| 3     | Кріс Данн         | 2,13      |
| 4     | Валентин Гаврилов | 2,13      |

| Місце | Атлет          | Результат |
| ----- | -------------- | --------- |
| 1     | Євген Тананика | 5,26      |
| 2     | Геннадій Гусєв | 5,26      |
| 3     | Скотт Воллік   | 4,87      |
| —     | Роланд Картер  | NM        |

| Місце | Атлет             | Результат |
| ----- | ----------------- | --------- |
| 1     | Генрі Гайнс       | 8,04      |
| 2     | Рон Коулмен       | 7,79      |
| 3     | Тину Лепік        | 7,69      |
| 4     | Ігор Тер-Ованесян | 7,61      |

| Місце | Атлет           | Результат |
| ----- | --------------- | --------- |
| 1     | Джон Крафт      | 16,89 NIR |
| 2     | Михайло Барибан | 16,86     |
| 3     | Віктор Санєєв   | 16,62     |
| 4     | Боб Рідер       | 16,13     |

| Місце | Атлет           | Результат |
| ----- | --------------- | --------- |
| 1     | Джессі Стюарт   | 19,98     |
| 2     | Фред Дебернарді | 19,49     |
| 3     | Валерій Войкін  | 19,02     |
| 4     | Рімантас Плунге | 18,85     |

| Місце | Атлет              | Результат |
| ----- | ------------------ | --------- |
| 1     | Джордж Френн       | 22,63 WB  |
| 2     | Анатолій Бондарчук | 21,12     |
| 3     | Василь Хмелевський | 21,09     |
| 4     | Ел Шотерман        | 20,57     |

### Жінки
| Місце | Атлетка           | Результат |
| ----- | ----------------- | --------- |
| 1     | Айріс Девіс       | 6,6       |
| 2     | Марта Ватсон      | 6,6       |
| 3     | Надія Бесфамільна | 6,7       |
| 4     | Галина Митрохіна  | 7,0       |

| Місце | Атлетка           | Результат |
| ----- | ----------------- | --------- |
| 1     | Кеті Геммонд      | 1.20,5    |
| 2     | Надія Колесникова | 1.21,0    |
| 3     | Джарвіс Скотт     | 1.21,1    |
| 4     | Наталія Чистякова | 1.24,3    |

| Місце | Атлетка          | Результат |
| ----- | ---------------- | --------- |
| 1     | Венді Кеніг      | 2.11,0    |
| 2     | Раїса Руус       | 2.11,3    |
| 3     | Керол Гадсон     | 2.12,3    |
| 4     | Тетяна Казанкіна | 2.12,6    |

| Місце | Атлетка          | Результат  |
| ----- | ---------------- | ---------- |
| 1     | Деббі Гілд       | 4.38,5 NIR |
| 2     | Тамара Пангелова | 4.38,9     |
| 3     | Доріс Браун      | 4.40,1     |
| 4     | Людмила Брагіна  | 4.54,8     |

| Місце | Атлетка        | Результат |
| ----- | -------------- | --------- |
| 1     | Патті Джонсон  | 7,4 NIR   |
| 2     | Лейсі О'Ніл    | 7,5       |
| 3     | Лія Хітрина    | 7,8       |
| 4     | Любов Кононова | 7,9       |

| Місце | Команда                                                                                              | Результат |
| ----- | --- | --------- |
| 1     | СРСРРаїса Руус (2.12,0) Галина Вайнгартен (2.11,5) Тетяна Казанкіна (2.09,2) Нійоле Сабайте (2.08,9) | 8.41,6    |
| 2     | СШАСью Паркс (2.12,7) Керол Гадсон (2.11,0) Доріс Браун (2.08,5) Кеті Гіббонс (2.09,8)               | 8.42,0    |

| Місце | Атлетка           | Результат |
| ----- | ----------------- | --------- |
| 1     | Галина Філатова   | 1,85      |
| 1     | Антоніна Лазарева | 1,85      |
| 3     | Еліс Пфафф        | 1,75      |
| 3     | Джейн Фредерік    | 1,75      |

| Місце | Атлетка       | Результат |
| ----- | ------------- | --------- |
| 1     | Марта Ватсон  | 6,42 NIR  |
| 2     | Хелена Ринга  | 6,33      |
| 3     | Віллі Вайт    | 6,24      |
| 4     | Надія Барибан | 6,14      |

| Місце | Атлетка          | Результат |
| ----- | ---------------- | --------- |
| 1     | Антоніна Іванова | 18,28     |
| 2     | Олена Корабльова | 18,08     |
| 3     | Марен Зайдлер    | 16,03     |
| 4     | Деніз Вуд        | 14,51     |

## Командний залік
|                 | СРСР | США |
| --------------- | ---- | --- |
| Чоловіки        | 69   | 79  |
| Жінки           | 43   | 52  |
| Загальний залік | 112  | 131 |

## Відео
- Телевізійна трансляція матчу на вебсайті www.historicfilms.com
- Короткий відеозвіт про матч на YouTube
- Забіг на 1 милю серед жінок на YouTube